# Xã Adrian, Quận LaMoure, Bắc Dakota
Xã Adrian (tiếng Anh: Adrian Township) là một xã thuộc quận LaMoure, tiểu bang Bắc Dakota, Hoa Kỳ. Năm 2010, dân số của xã này là 99 người.